# Kenneth Kainz
Kenneth Kainz (født 22. maj 1970 i Helsingør) er en dansk filminstruktør. 
Han er nok mest kendt for at have instrueret nogle af DSB-reklamerne med Harry og Bahnson, og for spillefilmen Rene Hjerter med Anders Matthesen i hovedrollen, Parterapi fra 2010 med Sidse Babett Knudsen, Nikolaj Lie Kaas og Søren Pilmark på rollelisten og senest instruerede han spillefilmen Skammerens datter, der vandt en række Robert priser, bl.a. årets bedste børne og ungdoms film i 2016. I 2017 var han konceptuerende instruktør på Netflix serien The Rain, sæson 1.
Kainz startede som filmklipper med mere hos Per Holst i 1988, som lavede både reklame- og spillefilm.
Fra 1991-1994 var Kainz ansat som instruktørassistent og klipper for Kristian Levring.
Han var i 1994 instruktørassistent på Carsten Rudolfs debutfilm Menneskedyret.
I 1999 afsluttede Kenneth Kainz sin uddannelse på Den Danske Filmskole med afgangsfilmene Genfærd og En sjælden fugl. Sidstnævnte vandt Juryens Grand Prix og Kainz fik prisen som bedste instruktør på Rencontres Internationales Henri Langlois 2001 Festival.

## Privat
Han er gift med Kaya Brüel, med hvem han har datteren Asta og sønnen Alois.

## Karriere
I 2000 instruerede han novellefilmen Zacharias Carl Borg og var året efter med til at udvikle De Udvalgte, hvor han instruerede de første fem afsnit.
Han har i al stilfærdighed gennem de seneste 10 år instrueret reklamefilm – på det seneste nogle af de allermest populære og sete af slagsen, nemlig DSB’s velkørende serie om Harry og Bahnsen med Søren Pilmark og stemmeleverandør Søs Egelind i landsdækkende parløb.
I 2006, instruerede han succes spillefilmen Rene Hjerter med stand-up-komikeren Anders Matthesen i hovedrollen. Filmen blev optaget med manuskript af Kim Fupz Aakeson, og var baseret på en af hans egne bøger ved navn Alting og Ulla Vilstrup.